# Anton Gustavsson
Anton Carl Leo Gustavsson, född 18 juni 1986, är en svensk kulturjournalist och förläggare. Han var grundare av och chefredaktör för Magasinet Novell, har arbetat som reporter på Sveriges Television och Svenska Dagbladet och var förlagsredaktör på Natur & Kultur till 2018.
Från och med januari 2019 är han förläggare för Weyler förlag, där han efterträdde Svante Weyler när denne gick i pension.
I oktober 2008 tilldelades han branschorganisationen Sveriges Tidskrifters pris Årets medierookie.